# Ákos Kovács
Ákos Kovács (Budapeste, 6 de abril de 1968) é um compositor, poeta e cantor húngaro.
Kovács é licenciado pela Universidade de Budapeste em Economia em 1992 e é cantor da banda Bonanza Banzai desde 1987. Desde 1995 é também um cantor solo. Escreveu a canção para o museu "Casa do Terror".
É casado, tem dois filhos.

## Discografia
- 1993 - Karcolatok
- 1993 - So Much Larger
- 1994 - Test
- 1994 - All is One
- 1995 - Indiántánc
- 1996 - Élő dalok
- 1996 - Firedance
- 1997 - Beavatás
- 1997 - ÚjRaMIX
- 1998 - I.D.S.
- 1998 - Ikon
- 1999 - Ismerj fel
- 1999 - Call My Name
- 2000 - Hűség
- 2001 - A hét parancsszó
- 2002 - Vertigo
- 2002 - Új törvény
- 2003 - Andante
- 2004 - Az utolsó hangos dal
- 2005 - X+I + Andante Extra
- 2006 - Még közelebb
- 2008 - Kaland a régi királlyal
- 2009 - 40+
- 2010 - A katona imája

### Com (feat.) Bonanza Banzai
- 1989 - Induljon a banzáj!
- 1990 - A jel
- 1990 - The Compilation
- 1991 - 1984
- 1991 - A pillanat emlékműve
- 1991 - Monumentum
- 1992 - Bonanza Live Banzai
- 1992 - Elmondatott
- 1993 - Régi és új
- 1994 - Jóslat
- 1995 - Búcsúkoncert

### Vídeo-álbuns
- 1992 - Bonanza Live Banzai (VHS)
- 1994 - Bonanza Banzai Ünnep '93 (VHS)
- 1995 - Ákos a Budapest Sportcsarnokban (VHS)
- 1998 - Beavatás-koncertfilm (VHS)
- 1999 - Ismerj Fel (VHS)
- 2001 - Hűség (VHS and DVD)
- 2003 - Andante (VHS and DVD)
- 2004 - Az Utolsó Hangos Dal (VHS and2 DVD)
- 2005 - Az Utolsó Hangos Dal - RÁADÁS (3 DVDs)
- 2007 – Még Közelebb – Koncertfilm (3 DVDs)
- 2008 - Bonanza Banzai - '87- '92 (DVD)
- 2009 - 40+ - Koncertfilm (DVD e Blu-ray)

### Poesias
- 1991 - Dúdolnom kell
- 1993 - Napló feletteseimnek
- 1995 - Szavak és csendek
- 1998 - Szív, seb, ész
- 2000 - A hűség könyve